# Liste der Mitglieder des Provinziallandtags der Provinz Ostpreußen (1933)
Diese Liste nennt die Mitglieder des Provinziallandtags der Provinz Ostpreußen (1933) (60. und damit letzter Provinziallandtag).

## Allgemeines
Der Provinziallandtag wurde nicht gewählt, sondern anhand der Reichstagswahlergebnisse neu gebildet. Er trat nur einmal, am 10. April 1933, zusammen. Die Mandate der KPD waren zu diesem Zeitpunkt schon durch Reichsgesetz vom 31. März 1933 aufgehoben.

## Liste
| Name                            | Partei  | Beruf und Ort                                                                                           | Wahlkreis              | Mandatsdauer | Anmerkung                                             |
| ------------------------------- | ------- | --- | ---------------------- | ------------ | ----------------------------------------------------- |
| Curt Abramowski                 | DNVP    | Rittergutsbesitzer, Regierungsrat a. D. in Steenkendorf                                                 | Kreis Rosenberg        |              |                                                       |
| Horst Achilles                  | NSDAP   | Landwirt in Rauschen                                                                                    | Kreis Königsberg       |              |                                                       |
| Georg Alleit                    | SPD     | Schmied in Sorgenau                                                                                     | Kreis Fischhausen      |              |                                                       |
| Hermann Bethke                  | NSDAP   | Präsident der Landwirtschaftskammer in Königsberg                                                       | Kreis Königsberg       |              |                                                       |
| Ernst Brandes                   | DNVP    | Rittergutsbesitzer, Präsident der Landwirtschaftskammer für die Provinz Ostpreußen in Althof-Insterburg | Kreis Insterburg       |              | Alterspräsident                                       |
| Otto Braun                      | NSDAP   | Kom. Landrat in Angerburg                                                                               | Kreis Angerburg        |              |                                                       |
| Waldemar Braun                  | NSDAP   | Kaufmann in Prostken                                                                                    | Kreis Lyck             |              |                                                       |
| Alfred Danielczyck              | NSDAP   | Landwirt in Danielshof                                                                                  | Kreis Johannisburg     |              |                                                       |
| Paul Dargel                     | NSDAP   | Kaufmannsgehilfe in Königsberg                                                                          | Kreis Königsberg       |              |                                                       |
| Otto Dischereit                 | NSDAP   | Rendant in Schilleningken                                                                               | Kreis Stallupönen      |              |                                                       |
| Ernst Doebel                    | NSDAP   | Schneidermeister in Elbing                                                                              | Kreis Elbing           |              |                                                       |
| Franz Donalies                  | SPD     | Parteisekretär in Königsberg                                                                            | Kreis Königsberg       |              |                                                       |
| Bogislav Graf von Dönhoff       | NSDAP   | Stiftskurator in Quittainen                                                                             | Kreis Pr. Holland      |              |                                                       |
| Karl Ehlers                     | NSDAP   | Gutsbesitzer in Georgenswalde                                                                           | Kreis Fischhausen      |              | Stellvertretender Vorsitzender des Provinziallandtags |
| Bruno Ehmer                     | DNVP    | Bankdirektor in Schiwinnen                                                                              | Kreis Tilsit-Ragnit    |              |                                                       |
| Immo Ehrenberg                  | NSDAP   | Lehrer in Piaten                                                                                        | Kreis Insterburg-Land  |              |                                                       |
| Fritz Graf zu Eulenburg-Prassen | DNVP    | Fideikommißbesitzer in Prassen                                                                          | Kreis Rastenburg       |              |                                                       |
| Ferdinand Federau               | NSDAP   | Landwirt in Wusen                                                                                       | Kreis Braunsberg       |              |                                                       |
| Otto Florian                    | NSDAP   | Bankbeamter in Königsberg                                                                               | Kreis Königsberg       |              |                                                       |
| Arthur Franz                    | NSDAP   | Hofbesitzer in Pestlin                                                                                  | Kreis Stuhm            |              |                                                       |
| Erich Fuchs                     | NSDAP   | Goldarbeiter in Insterburg                                                                              | Kreis Insterburg       |              |                                                       |
| Wilhelm Freiherr von Gayl       | DNVP    | Direktor der Ostpreußischen Landgesellschaft in Königsberg                                              | Kreis Königsberg       |              |                                                       |
| Walter Goede                    | SPD     | Kaufmann und Gemeindevorsteher in Lauth                                                                 | Kreis Königsberg-Land  |              |                                                       |
| Fritz Goerdeler                 | DNVP    | Bürgermeister in Marienwerder                                                                           | Kreis Marienwerder     |              |                                                       |
| Oswald Goerke                   | NSDAP   | Apotheker in Mensguth                                                                                   | Kreis Braunsberg       |              |                                                       |
| Paul Grabowski                  | Zentrum | Gewerkschaftssekretär in Allenstein                                                                     | Kreis Allenstein Stadt |              |                                                       |
| Heino Grieffenhagen             | NSDAP   | Domänenpächter, Rittmeister a. D. in Kl. Koslau                                                         | Kreis Neidenburg       |              |                                                       |
| Karl Grothe                     | NSDAP   | Hausbesitzer in Braunsberg                                                                              | Kreis Braunsberg       |              |                                                       |
| Hans von Grünberg               | NSDAP   | Schriftleiter und Volkswirt in Königsberg                                                               | Kreis Königsberg       |              |                                                       |
| Marie Hartung                   | SPD     | Büroangestellte in Königsberg                                                                           | Kreis Königsberg       |              |                                                       |
| Franz Heinrich                  | Zentrum | Gutsbesitzer in Wuttrienen                                                                              | Kreis Allenstein-Land  |              |                                                       |
| Fritz Hesse                     | NSDAP   | Privatförster in Adamsheide in Tapiau                                                                   | Kreis Wehlau           |              |                                                       |
| Bruno Holtz                     | NSDAP   | Fischgroßhändler in Königsberg                                                                          | Kreis Königsberg       |              |                                                       |
| Georg Jeimke                    | DNVP    | Gutsbesitzer und Landschaftsrat in Lodehnen                                                             | Kreis Mohrungen        |              |                                                       |
| Fritz Kimitta                   | SPD     | Lehrer in Schwägerau                                                                                    | Kreis Insterburg-Land  |              |                                                       |
| Georg Richard Kinat             | SPD     | Bezirksleiter in Königsberg                                                                             | Kreis Königsberg       |              |                                                       |
| Max Klimmek                     | NSDAP   | Stellv. Bürgermeister in Königsberg                                                                     | Kreis Königsberg       |              |                                                       |
| Bruno Kluth                     | Zentrum | Rektor in Elbing                                                                                        | Kreis Elbing           |              |                                                       |
| Hermann Knispel                 | NSDAP   | Mühlenbesitzer, Maurer- und Zimmermeister in Dluggen                                                    | Kreis Lyck             |              |                                                       |
| Otto Knochenhauer               | NSDAP   | Landwirt in Motzkuhnen                                                                                  | Kreis Goldap           |              |                                                       |
| Erich Koch                      | NSDAP   | Gauleiter in Königsberg                                                                                 | Kreis Königsberg       |              | Vorsitzender des Provinziallandtags                   |
| Robert Körner                   | DNVP    | Kaufmann, Direktor in Königsberg                                                                        | Kreis Königsberg       |              |                                                       |
| Walter Kratz                    | NSDAP   | Gutsbeamter in Kraplau                                                                                  | Kreis Osterode         |              |                                                       |
| Hans Krause                     | NSDAP   | Landwirt in Adelshof                                                                                    | Kreis Tilsit-Ragnit    |              |                                                       |
| Adolf Kulemann                  | NSDAP   | Landwirt in Riesenwalde (Westpreußen)                                                                   | Kreis Rosenberg        |              |                                                       |
| Friedrich Larssen               | SPD     | Kreisleiter des Landarbeiterverbandes in Königsberg                                                     | Kreis Königsberg       |              |                                                       |
| Anton Lettau                    | Zentrum | Rangiermeister in Königsberg                                                                            | Kreis Königsberg       |              |                                                       |
| Anton Lingk                     | Zentrum | Mühlenbesitzer in Klutkenmühle bei Münsterberg                                                          | Kreis Heilsberg        |              |                                                       |
| Waldemar Magunia                | NSDAP   | Bäckermeister in Königsberg                                                                             | Kreis Königsberg       |              |                                                       |
| Franz Marquardt                 | SPD     | Eisenbahnassist. a. D. in Gumbinnen                                                                     | Kreis Gumbinnen        |              |                                                       |
| Johannes Medler                 | DNVP    | Besitzer in Norgau                                                                                      | Kreis Fischhausen      |              |                                                       |
| Wilhelm Meißner                 | SPD     | Stadtrat in Königsberg                                                                                  | Kreis Königsberg       |              |                                                       |
| Hugo Neumann                    | Zentrum | Landrat in Bischofsburg                                                                                 | Kreis Nötzel           |              |                                                       |
| Arno Nitschmann                 | NSDAP   | Oberingenieur Metgethen                                                                                 | Kreis Königsberg       |              |                                                       |
| Egbert Otto                     | NSDAP   | Hofbesitzer in Rosenau                                                                                  | Kreis Allenstein-Land  |              |                                                       |
| Emil Pempe                      | NSDAP   | Schwerkriegsbeschädigter in Tilsit                                                                      | Kreis Tilsit-Stadt     |              |                                                       |
| Werner Perrey                   | NSDAP   | Syndikus in Königsberg                                                                                  | Kreis Königsberg       |              |                                                       |
| Erich Post                      | NSDAP   | Angestellter in Rosenberg                                                                               | Kreis Rosenberg        |              |                                                       |
| Alfred Preuß                    | NSDAP   | Oberpostsekretär in Königsberg                                                                          | Kreis Königsberg       |              |                                                       |
| August Quallo                   | SPD     | Gewerkschaftssekretär in Königsberg                                                                     | Kreis Königsberg       |              |                                                       |
| Otto Raatz                      | NSDAP   | Studienrat in Königsberg                                                                                | Kreis Königsberg       |              |                                                       |
| Adolf Rehahn                    | DNVP    | Kaufmann in Allenstein                                                                                  | Kreis Allenstein       |              |                                                       |
| Horst von Restorff              | DNVP    | Rittergutsbesitzer in Lindenau                                                                          | Kreis Heiligenbeil     |              |                                                       |
| Wilhelm Roggensack              | NSDAP   | Landesoberbausekretär in Königsberg                                                                     | Kreis Königsberg       |              |                                                       |
| Werner Romanowski               | NSDAP   | Gutsverwalter im Provinzialgut Heytebruch                                                               | Kreis Sensburg         |              |                                                       |
| Heinrich Schleth                | NSDAP   | Domänenpächter in Waldau                                                                                | Kreis Königsberg-Land  |              |                                                       |
| August Schlisio                 | SPD     | Gewerkschaftssekretär in Lyck                                                                           | Kreis Lyck             |              |                                                       |
| Hans Schreiber                  | NSDAP   | Siedler in Lötzen - Althof                                                                              | Kreis Lötzen           |              | Fraktionsvorsitzender der NSDAP                       |
| Günther Senger                  | NSDAP   | Landarbeiter in Labiau                                                                                  | Kreis Königsberg-Land  |              |                                                       |
| Werner Siegfried                | NSDAP   | Junglandwirt in Jäglack                                                                                 | Kreis Rastenburg       |              |                                                       |
| Friedrich Skibbe                | NSDAP   | Besitzer in Dopänen                                                                                     | Kreis Stallupönen      |              |                                                       |
| Ernst Speidel                   | NSDAP   | Mühlenpächter in Domnau                                                                                 | Kreis Bartenstein      |              |                                                       |
| Karl Stankewitz                 | Zentrum | Landrat in Braunsberg                                                                                   | Kreis Braunsberg       |              |                                                       |
| Paul Tischel                    | NSDAP   | Landarbeiter in Gerdauen                                                                                | Kreis Gerdauen         |              |                                                       |
| Alfred Vörckel                  | NSDAP   | Architekt in Königsberg                                                                                 | Kreis Königsberg       |              |                                                       |
| Otto Weinland                   | NSDAP   | Landwirt in Talheim                                                                                     | Kreis Angerburg        |              |                                                       |
| Paul Witte                      | NSDAP   | Major a. D. und Besitzer in Zedmar                                                                      | Kreis Darkehmen        |              |                                                       |
| Hans Woelk                      | NSDAP   | Oberamtsanwalt in Königsberg                                                                            | Kreis Königsberg       |              |                                                       |
| Erich Zerahn                    | NSDAP   | Oberregierungsrat in Elbing                                                                             | Kreis Elbing           |              |                                                       |